# 遠州洋悠仁
遠州洋 悠仁（えんしゅうなだ ゆうじ、1992年4月29日 - ）は、静岡県磐田市出身で北の湖部屋に所属していた元大相撲力士。本名は鈴木 悠仁（すずき ゆうじ）。身長167cm、体重159kg。血液型はB型。最高位は西三段目49枚目（2013年5月場所）。

## 人物
幼少期より相撲を始め、小学校4年次には静岡県代表として相撲大会に出場、小学校6年次には相撲の全国大会へ出場している。磐田市立福田中学校時代は相撲部がないため、柔道部へ所属した。2006年に悠仁親王が誕生した際、同じ名前（読みは異なる）だったことから、地元紙の静岡新聞でも紹介された。2007年8月に山形県で行われた、第38回全国中学校柔道大会に出場している。
中学校卒業後北の湖部屋に入門し、2008年3月場所で初土俵。新弟子検査は、身長が基準を満たさないため、第2新弟子検査を受検している。前相撲では新序2番出世となり、翌5月場所で番付に名前が載る。初めて序二段に昇格した9月場所を5勝2敗で終えた後、翌11月場所からは長期休場となる。
2009年3月場所からは番付外となっていたが、同年11月場所から土俵に復帰し、前相撲をとったため再出世、翌2010年1月場所から再び番付に名前が載るようになる。同場所は西序ノ口25枚目であったが、5勝2敗としたところで、出場している人数の関係で八番相撲を取ることとなった。八番相撲は八菅山に敗れ、この場所の成績は5勝3敗となったが、八番相撲の負けは番付編成に反映しない規則となっているため、5勝2敗扱いとなる。同年5月場所は序二段で6連勝とし、勝てば優勝決定戦進出の可能性もあったが、斉心に敗れて6勝1敗となり、序二段優勝を逃した。その斉心は佐々木山との優勝決定戦に勝利し、序二段優勝を果たしている。
同年9月場所では三段目に昇格。以降は三段目と序二段の往復が続いている。2012年11月場所は序二段で再び6連勝したが、7番相撲で三段目の大乗に敗れて6勝1敗となり、優勝決定戦への進出をまたも逃した。2013年7月場所では、5日目の取組で左膝前十字靭帯を断裂して途中休場。翌場所以降は3場所連続で全休を続けて2014年3月場所で番付外まで転落したが、5月場所で復帰して、前相撲は3連勝で最初に出世を決めた。同年11月場所を最後に引退した。
2020年11月より、YouTubeチャンネル「Re：アカルイミライ」を開設。ボーカリストのトウマと共にバラエティ動画を配信している。

## 略歴
- 初土俵：2008年3月場所
- 序ノ口：2008年5月場所
- 序二段：2008年9月場所
- 三段目：2010年9月場所

## 主な成績
- 通算成績：96勝83敗46休（35場所）

| | 一月場所 初場所（東京）   | 三月場所 春場所（大阪） | 五月場所 夏場所（東京） | 七月場所 名古屋場所（愛知） | 九月場所 秋場所（東京）   | 十一月場所 九州場所（福岡） |
| --- | ------------------------- | ----------------------- | ----------------------- | --------------------------- | ------------------------- | --------------------------- |
| 2008年 （平成20年） | x                         | （前相撲）              | 東序ノ口23枚目 3–4      | 東序ノ口20枚目 4–3          | 東序二段115枚目 5–2       | 西序二段56枚目 休場 0–0–7   |
| 2009年 （平成21年） | 西序ノ口7枚目 休場 0–0–7  | （番付外）              | （番付外）              | （番付外）                  | （番付外）                | （前相撲）                  |
| 2010年 （平成22年） | 西序ノ口25枚目 5–3        | 西序二段84枚目 3–4      | 東序二段98枚目 6–1      | 東序二段19枚目 4–3          | 東三段目99枚目 3–4        | 東序二段20枚目 4–3          |
| 2011年 （平成23年） | 西三段目100枚目 3–4       | 八百長問題 により中止   | 西序二段18枚目 3–4      | 東序二段22枚目 5–2          | 西三段目83枚目 1–6        | 西序二段21枚目 4–3          |
| 2012年 （平成24年） | 西序二段筆頭 3–4          | 西序二段23枚目 4–3      | 西序二段5枚目 4–3       | 西三段目85枚目 3–4          | 東序二段4枚目 3–4         | 東序二段22枚目 6–1          |
| 2013年 （平成25年） | 東三段目61枚目 2–5        | 西三段目82枚目 5–2      | 西三段目49枚目 2–5      | 西三段目75枚目 1–2–4        | 西序二段12枚目 休場 0–0–7 | 西序二段82枚目 休場 0–0–7   |
| 2014年 （平成26年） | 西序ノ口16枚目 休場 0–0–7 | （番付外）              | （前相撲）              | 東序ノ口21枚目 5–2          | 西序二段66枚目 5–2        | 西序二段24枚目 引退 0–0–7   |
| 各欄の数字は、「勝ち-負け-休場」を示す。 優勝 引退 休場 十両 幕下 三賞：敢=敢闘賞、殊=殊勲賞、技=技能賞 その他：★=金星 番付階級：幕内 - 十両 - 幕下 - 三段目 - 序二段 - 序ノ口 幕内序列：横綱 - 大関 - 関脇 - 小結 - 前頭（「#数字」は各位内の序列） |                           |                         |                         |                             |                           |                             |

## 四股名
- 遠州洋 悠仁（えんしゅうなだ ゆうじ） 2008年3月場所 - 2014年11月場所